# Желудков, Константин Геннадьевич
Желудков, Константин Геннадьевич (род. 5 апреля 1971 года, пос. Ново-Синеглазово г. Челябинск) — российский муниципальный деятель, председатель Контрольно-счётной палаты Санкт-Петербурга. Назначен на должность Постановлением Законодательного Собрания Санкт-Петербурга 23 июня 2020 г. Глава Петроградского района Санкт-Петербурга (с марта по сентябрь 2011 года).

## Биография
Родился 5 апреля 1971 года в посёлке Новосинеглазово Советского района города Челябинска. Мать — учитель истории, русского языка и литературы. Отец — инженер нефте-, газо- и угледобывающей отрасли. В 1980 году семья переехала в Ташкент.
В 1988 году окончил с золотой медалью среднюю общеобразовательную школу № 34 г. Ташкента и переехал в г. Ленинград.
В 1993 году окончил с золотой медалью Военно-космическую академию имени А. Ф. Можайского по специальности «Электроснабжение объектов», присвоена квалификация «инженер-электрик».
В 2000 году окончил Санкт-Петербургский институт права, присвоена квалификация «юрист».
В 2006 году окончил Санкт-Петербургскую академию управления и экономики по специальности «Финансы и кредит», присвоена квалификация «экономист».

## Карьера
С 1988 по 1997 год служил в Вооружённых силах СССР, в ВИКА имени А. Ф. Можайского. Написал диссертацию на тему «Повышение устойчивости систем электроснабжения космических стартовых комплексов на основе молекулярных конденсаторов аномальной ёмкости». Во время службы в Вооружённых силах занимался спортом, заслужил первые разряды по гиревому спорту, по бегу, по стрельбе, по баскетболу.
С апреля 1997 по май 1998 года был помощником генерального директора акционерного общества закрытого типа «ВАМ». С апреля 1999 по январь 2005 года работал судебным приставом, а затем старшим судебным приставом в Главном управлении Министерства юстиции по г. Санкт-Петербургу и Ленинградской области. С февраля по ноябрь 2005 года — исполняющий обязанности заместителя по правовым вопросам Региональной спортивной организации "Санкт-Петербургская физкультурно-спортивная организация «Юность России».
С июля 2005 года по июль 2006 года занимал должность генерального директора ГУП (далее — ОАО) «Стадион имени С. М. Кирова». Именно в этот момент властями города было принято решение о демонтаже старого и строительстве нового стадиона.
В июле 2006 года назначен на должность заместителя председателя Комитета по физической культуре и спорту Санкт-Петербурга, где проработал до февраля 2011 года. В эти годы основным направлением деятельности были финансы, экономика и строительство. В частности, курировал строительство новых спортивных объектов на Крестовском острове Санкт-Петербурга, Центра художественной гимнастики «Жемчужина», гребной базы «Стрела».
В марте 2011 года губернатор Санкт-Петербурга Валентина Ивановна Матвиенко назначила К. Г. Желудкова главой администрации Петроградского района. Занимая эту должность, общался с подчинёнными, жителями района и журналистами через аккаунт в Твиттере. Неоднократно лично проверял работу жилищных служб по очистке крыш от снега и вскрыл мошенническую схему. 1 сентября 2011 года подал в отставку. Выдвигались разные версии причин отставки, сам Желудков в Твиттере о причинах своего решения написал: «Шаг этот тяжёлый. Но осознанный. Знающий — поймёт, незнающий — осудит. Мудрый — поддержит, умный — обвинит. Все делал от души и сердца! Горел…».
С сентября 2011 года по январь 2012 года работал первым заместителем начальника Главного управления Федерального агентства по специального строительства РФ по Северо-Западу. С января по июль 2012 года работал в Москве в ФКП «Управление заказчика капитального строительства Минобороны России» на должности заместителя генерального директора по региональному развитию.
В середине 2012 года вернулся в Санкт-Петербург. В ноябре 2012 года был выбран аудитором Контрольно-счётной палаты Санкт-Петербурга.
23 июня 2020 года избран председателем Контрольно-счётной палаты Санкт-Петербурга — органа внешнего государственного контроля. 18 июня 2025 года депутаты Законодательного Собрания Санкт-Петербурга вновь выбрали Константина Желудкова на пост председателя палаты сроком на 5 лет. 
17 июля 2025 года Указом Президента РФ № 480 Константин Желудков удостоен Медалью ордена "За заслуги перед Отечеством" II степени за достигнутые трудовые успехи и многолетнюю добросовестную работу.